# NGC 7471
NGC 7471 је ознака објекта на координатама са ректансцензијом 23h 3m 53,0s и деклинацијом - 22° 54" 24'. Открио га је Франк Милер, 1886. године. Каснијим посматрањима на том положају није уочен никакав астрономски објекат.